# هرطقة

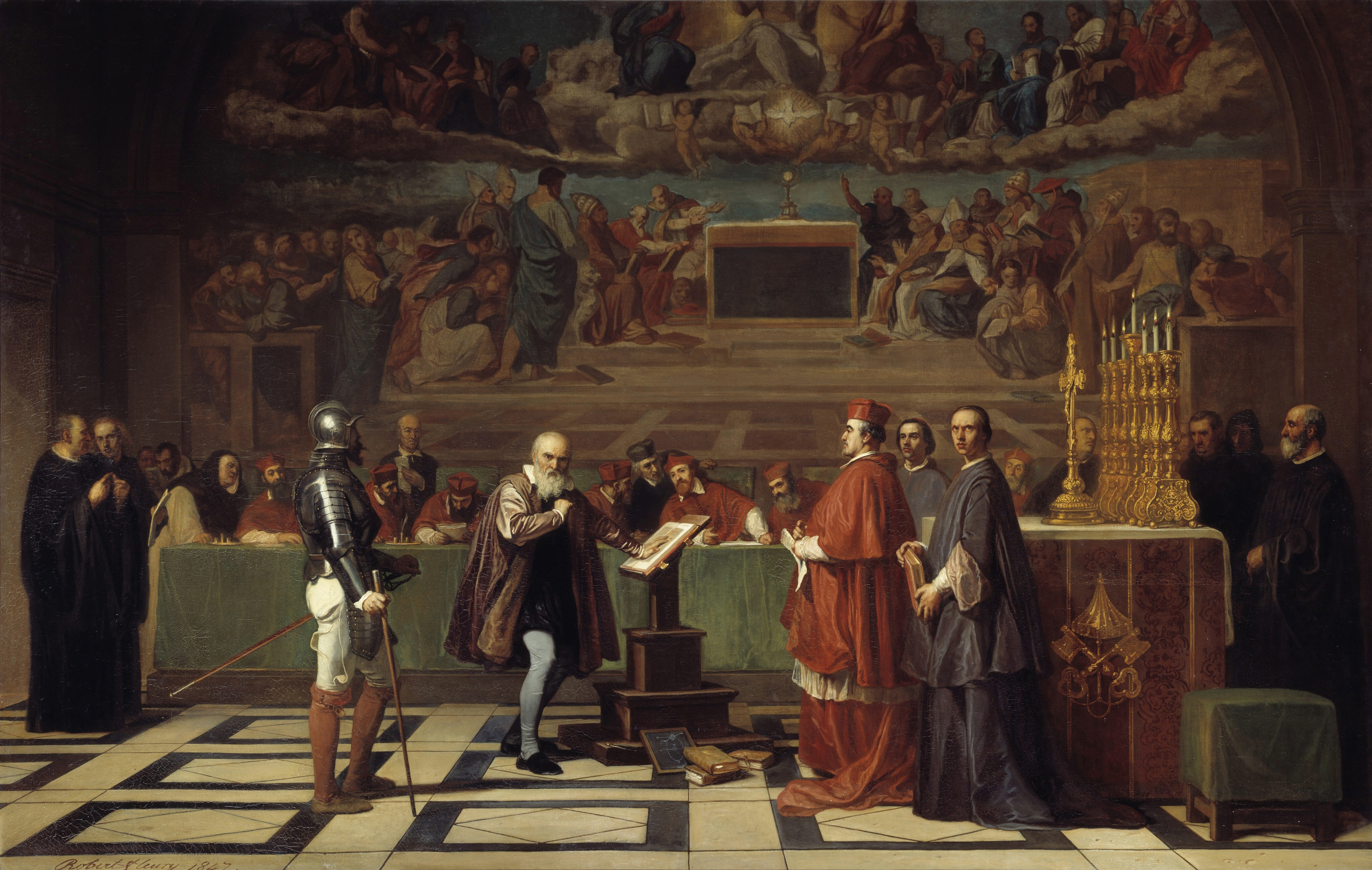

الهرطقة؛ ويطلق عليها أيضا الزندقة، هي تغيير في عقيدة أو منظومة معتقدات مستقرة، وخاصة الدين، بإدخال معتقدات جديدة عليها أو إنكار أجزاء أساسية منها بما يجعلها بعد التغيير غير متوافقة مع المعتقد المبدئي الذي نشأت فيه هذه الهرطقة.
يركز التعريف في هذه المقالة على السياق المسيحي بسبب الخلفية التي نشأت فيها الكلمة، لكن «الهرطقة» تنطبق في سياقات مختلف العقائد، الديني منها وغيره. وفي السياق الإسلامي تستخدم الزندقة و«بدعة تكفير» للدلالة على المعنى ذاته فيما يتعلق بعقيدة الإسلام وفِرقه.

## أصلها ومعناها
الكلمة «هرطقة» من اليونانية αἵρεσις «ايرِسيس» (أصلها من αἱρέομαι «ايريوماي» بمعنى «يختار»)، وهو ما يعني إما اختيارا مغايرا في العقيدة أو نحلة من المؤمنين. كان إرنايوس Irenaeus هو من أعطى الكلمة زخمها المعروفة به حاليا في مؤلفه Contra Haerese «ضد الهرطقات» الذي وصف فيه وفند آراء مناوئيه في بدايات الكنيسة المسيحية، وقد وَصفَ إرنايوس نفسه بأنه أورثودوكسي («أوروثو» تعني «صحيح» و«دوكسا» تعني عقيدة)، وقد تطور موقفه ليصبح في النهاية الموقف الرسمي للكنيسة المسيحية المبكرة.
لذا فكلمة «هرطقة» ليست وصفا موضوعيا وإنما تنطلق من وجهة نظر من يستخدمها الذي ينتمي إلى جماعة كانت قد اتفقت فيما بينها مسبقا على ما هو «أورثودوكس»، أي صحيح وملتزم بالأصل، أي أصوليا. فلكي يوجد من يمكن وصفه بالمهرطق فإنه يجب أن يسبقه وجود نظام راسخ من المعتقدات (دوجما) يوصف بأنه أورثوذوكسي. وتستخدم كلمة «هرطقة» لوصف أي رؤية لا تتوافق مع الراسخ في أي مجال.
تستخدم لفظة «أورثودكس» في المسيحية الأورثودكسية الشرقية والبروتستنتية والإسلام (في الكتابات الغربية أساسا) وبعض الفرق اليهودية وبقدر أقل في بعض الديانات الأخرى. كما توصف التنويعات على الفكر الماركسي اللينيني بأنها انحرافات إلى اليمين أو إلى اليسار. وفي العلوم يستخدم وصف «هرطقة» على نحو مجازي ساخر.
لا يَصفُ من يُعَدُّون هراطقة آراءَهم على أنها هرطقات، فمثلاً يرى المسيحيون اللاتين الكاثوليك أن البروتستنتية هرطقة، بينما ترى جماعات غير كاثوليكية أن الكاثوليكية هي الردة الكبرى.
في المقابل فإن من يوصفون بأنهم هراطقة يرون أنفسهم على أنهم إصلاحيون أو مجددون أو أنهم يُنَقُّون العقيدة ويخلصونها مما شابها، أو أن فهمهم لها هو الفهم الأصلي الذي انحرفت عنه الجماعة التي تصف ذاتها بأنها أرثودكسية.

## البدع في السياق الديني

### المسيحية
ظهرت في المسيحية خلال عصورها الأولى آراء متباينة في العقيدة حيث ذهب البعض إلى إنكار لاهوت المسيح وأنه لم يكن إلهاً بل هو مجرد إنسان مخلوق وكان هذا هو الموضوع الذي تم بحثه في مؤتمر نيقية 325 م والذي قرر ألوهية يسوع وتم إطلاق مصطلح الهرطقة على كل ما اعتبره الأكثرية خروجا عن ماإعتبرته "تفاسير وتأويلات غير صحيحة لمفهوم آيات الكتاب المقدس الكنسى فكان يعقد بين الحين والآخر اجتماعات تُعرف باسم المجامع لبحث هذه الهرطقات وإصدار الحكم بصددها. وتم معاقبة القس آريوس على اعتقاده أن يسوع نبى ومخلوق وتم معاقبة أتباعه وقتل كل من لديه كتب بذلك وعقدت مؤتمرات القسطنطينية وافسس وعقد في عام 449 المجمع الرابع أو ما سمي مجمع أفسس الثاني الذي تم رفض قراراته من قبل بابا روما ودعى الإمبراطور مرقيانوس والإمبراطورة بولخيريا لانعقاد هذا المجمع بناء على طلب أسقف روما فتم عقد مجمع خلقيدونية في مدينة خلقيدونية سنة 451 وحضره 330 أسقفاً (في رواية) و600 أسقف في رواية أخرى. يعتبر المجمع الرابع ومجمع خلقدونية وفيه رفض بطريرك الكنيسة المصرية راى الطبيعتين ليسوع واصر على رأيه بان يسوع له طبيعة واحده فضربه أصحاب الراي بالطبيعتين بالاحذية وشجوا رأسه ونفوه ورفضت الكنيسة المصرية هذا الاعتداء وبقيت على الرأي بالطبيعة الواحدة وانفصلت عن الرومانية وقالت ان باقى الكنائس مهرطقة
أوطاخي قد "دلّس به وخدع آباء المجمع الذين أقرّوا بأرثوذكسيته، وهذه الكنائس هي التي رفضت لاحقاً مجمع خلقيدونية وإن كان آباؤها قد قاموا في ذلك المجمع (خلقيدونية) بالحكم بهرطقة أوطاخي وحرموه، أما الكنائس التي اعترفت بخلقيدونية فتطلق على مجمع إفسس الثاني وترفض كامل نتائجه وتعدّ مجمع خلقيدونية المجمع المسكوني الرابع. وقد أدى نتائج مجمع خلقيدونية إلى انفصال تدريجي لكنائس مصر والحبشة وسوريا وأرمينيا.